# Bear Grove Township (Illinois)
Pour les articles homonymes, voir Bear Grove Township.
Bear Grove Township est un township du comté de Fayette dans l'Illinois, aux États-Unis,. 

## Source de la traduction
- (en) Cet article est partiellement ou en totalité issu de l’article de Wikipédia en anglais intitulé « Bear Grove Township, Fayette County, Illinois » (voir la liste des auteurs).